# Hernán Núñez de Toledo
Hernán Núñez de Toledo i Guzmán (Valladolid, 1475 - Salamanca, 1553), llatinista, hel·lenista, paremiòleg i humanista espanyol, també conegut com a Comendador Griego, el Pinciano o Fredenandus Nunius Pincianus.

## Biografia
Als quinze anys va entrar en l'Orde de Santiago de la qual fou comanador. El 1490 va aconseguir una beca en el Col·legi Espanyol de Sant Clement de Bolonya. Tornat a Espanya, el 1498 va entrar com preceptor a casa dels Mendoza, a Granada. Abans ja havia acabat la seva glossa al Laberint de Fortuna de Juan de Mena, que va tenir dues redaccions, la primera a Sevilla (1499) i la definitiva, editada per Juan Varela, a Granada (1505), dedicada al comte de Tendilla; d'aquesta darrera se'n van fer més de quinze edicions en pocs anys. Va estudiar a Granada llengües clàssiques i orientals (hebreu i àrab).

### ElsRefranes o proverbios en romance
El 1508 va recollir i va glossar en romanç un bon nombre de refranys i adagis, repertori paremiològic que es va publicar per primer cop a Sevilla, i posteriorment com a Refranes o proverbios en romance (Salamanca, 1555), obra monumental no només per la seva extensió, vuit mil cinc-cents cinquanta-set refranys, sinó també perquè els comenta breument i inclou comparativament refranys d'altres llengües, en la seva majoria romàniques: catalans, gallecs, portuguesos, francesos, italians, asturians, i també llatins i grecs. Els refranys apareixen per ordre alfabètic tots junts amb indicació de la llengua, si no són castellans. L'obra estava ja a la impremta quan va morir el seu autor el 1553; hi faltava el pròleg, que va ser redactat pel seu deixeble León de Castro, que no era partidari d'escriure'l en llengua vulgar. Sembla que Juan Páez de Castro va intervenir en la confecció del refranyer, però la mort d'Hernán Núñez no ha permès saber amb certesa si en va ser coautor. L'obra va deixar empremta, va ser molt reimpresa (amb deturpacions degudes a la censura dels refranys anticlericals i obscens i a l'omissió de refranys estrangers) i va exercir gran influència en els paremiòlegs posteriors, com Juan de Mal Lara, Gabriel Meurier, César Oudin, Gonzalo Correas i Lorenzo Palmireno. Els refranys estrangers més abundants són els portuguesos i italians; per als francesos es va inspirar en l'obra de Caroli Bovili, Proverbiorum Vulgarium Libri Tres (1531) i, per als italians, en l'anònima Opera quale contiene le Dieci Tavole de proverbi (Torí, 1535). Entre les llengües peninsulars, hi ha 131 refranys gallecs, 104 catalans, 53 asturians, 25 aragonesos, i un basc. A onze se'ls dona forma o origen declarat grec o llatí.

### Altres obres
El 1509 va traduir al castellà la Historia de Bohemia d'Enea Silvio Piccolomini. Amb finalitat didàctica va aparèixer, el 1519, l'edició, amb text grec i llatí, de l'epístola A los muchachos cristianos de Sant Basilio, preparada per ell. El Cardenal Gonzalo Ximénez de Cisneros el va cridar com a censor de la seva impremta d'Alcalà de Henares i allí va treballar en la versió llatina del text dels Setanta per a la famosa Biblia Políglota Complutense, i va ser aviat nomenat catedràtic de Retòrica de la Universitat d'Alcalà, que s'havia fundat feia poc. Va succeir Demetrio Ducas en la càtedra de grec de la mateixa universitat a partir de 1519. Des de llavors es va signar "Hernán Núñez" i "Comendador Grec" o, en llatí, "Fredenandus Nunius Pincianus". Durant la Guerra de les Comunitats de Castella (1520-1521) es va posar del costat dels "comuneros", encara que no va figurar en la llista de proscripció publicada després de la batalla de Villalar. En canvi, va sofrir la venjança d'un altre partidari de les Comunitats, Alonso de Castella, que el va acoltellar.
També va sofrir dificultats a causa de la seva filiació ideològica erasmista, de manera que va haver de deixar la Universitat d'Alcalà i marxar a Salamanca, on, en anar-se'n Antonio de Nebrija, va ser nomenat catedràtic de grec el 1523.
El 1527 va afegir la Retòrica a l'ensenyament del grec i va explicar magistralment Plini el Vell. Va destacar pels seus treballs de crítica textual sobre passatges de Teòcrit i Sèneca, i, particularment, per les seves notes a Pomponi Mela i Plini el Vell, sobre els quals va redactar unes Castigationes in Pomponium Melam i unes Observationes in C. Plinii Historiae Naturalis libros, aparegudes entre 1543 i 1545; en el pròleg a les seves notes a Plini es declara deutor dels treballs de l'humanista venecià Ermolao Barbaro. Va estudiar també les obres de Sant Jeroni. Als cinquanta anys va abandonar l'ensenyament per dedicar-se a l'estudi.
Era ja famós a Europa per les seves edicions de Sèneca, Plini el Vell i Pomponi Mela; vir diligentissimus et accuratissimus el va anomenar Rossbach. "Príncep de la filosofia peripatètica, a ningú inferior en la més recòndita notícia de les lletres gregues i llatines", va dir d'ell Gaspar Scioppio; "el ca dels gramàticos, que no va perdonar ningú", segons Just Lipsi. "Ombre nascido para las letras y el saber", va comentar Hernando Alonso d'Herrera. Es va jubilar el 1548, però sembla que, ja jubilat, encara va ensenyar hebreu a la mateixa universitat. Va donar els seus llibres a la biblioteca de la Universitat de Salamanca.

## Obres
- Glosa sobre las Trezientas de Juan de Mena, Sevilla (1499) y Granada (1505).
- L. Annaei Senecae Opera, Basilea, 1529. 10 edicions fins a 1627.
- Observationes Fredenandi Pintiani in loca obscura et depravata Hist. Natur. C. Plinii, Salamanca, 1544.
- Refranes de la lengua castellana, Salamanca, 1555. Edició crítica moderna, Refranes o proverbios en romance (1555) de Hernán Núñez. Edición crítica de Louis Combet, Julia Sevilla, Germán Conde y Josep Guia. Madrid, Ediciones Guillermo Blázquez, 2001; 2 vols.